# St. George River (Mitchell River)
Der St. George River ist ein Fluss in der Region Far North Queensland im Nordosten des australischen Bundesstaates Queensland.

## Geographie

### Flusslauf
Der Fluss entsteht rund 120 Kilometer nordwestlich von Cairns in den Atherton Tablelands, einem Teil der Great Dividing Range aus dem Kelly St. George River und dem Spring Creek. Er fließt in vielen Mäandern nach Westen und mündet bei der Siedlung St. George Outstation in den Mitchell River.

### Nebenflüsse mit Mündungshöhen
Er hat folgende Nebenflüsse:
- Kelly St. George River – 351 m
- Spring Creek – 351 m
- Hurricane Creek – 295 m
- Cyclone Creek – 293 m
- Fine Gold Creek – 223 m